# Marie Müller
Marie Müller (Dortmund, 25 juli 2000) is een voetbalspeelster uit Duitsland. Ze speelt als middenvelder voor Portland Thorns FC in de National Women's Soccer League.

## Clubcarrière
Müller begon met voetballen bij de lokale voetbalclub SV Westrich. Hierna kwam ze uit voor Humbrucher SV en SuS Kaiserau. Bij laatstgenoemde maakte ze onderdeel uit van het mannen B-jeugdteam. Tot 2016 kwam ze eveneens uit voor VfL Bochum in de B-junioren Bundesliga. In de zomer van dat jaar maakte ze de overstap naar SC Freiburg. In eerste instantie maakte ze haar minuten in het tweede elftal van de club uit Zuid-Duitsland. Voorafgaande aan het seizoen 2017/18 werd ze overgeheveld naar het eerste elftal waarvoor ze haar debuut maakte door in te vallen voor Klara Bühl in een met 6-0 gewonnen thuiswedstrijd tegen 1. FC Köln. Müller verlengde meermaals haar contract bij SC Freiburg. Daarnaast maakte ze ook geregeld minuten voor het tweede elftal, dat actief was in de 2de Bundesliga Zuid. In totaal speelde Müller 112 competentiewedstrijden voor SC Freiburg. 
In februari 2024 ging Müller bij het Amerikaanse Portland Thorns FC haar eerste buitenlandse avontuur aan.

## Statistieken
| Seizoen | Club               | Land             | Competitie                     | Wedstrijden | Doelpunten |
| ------- | ------------------ | ---------------- | ------------------------------ | ----------- | ---------- |
| 2017/18 | SC Freiburg        | Duitsland        | Bundesliga                     | 1           | 0          |
| 2018/19 | SC Freiburg II     | Duitsland        | 2de Bundesliga                 | 7           | 2          |
| 2018/19 | SC Freiburg        | Duitsland        | Bundesliga                     | 6           | 2          |
| 2019/20 | SC Freiburg        | Duitsland        | Bundesliga                     | 20          | 1          |
| 2020/21 | SC Freiburg        | Duitsland        | Bundesliga                     | 22          | 2          |
| 2021/22 | SC Freiburg        | Duitsland        | Bundesliga                     | 18          | 1          |
| 2022/23 | SC Freiburg        | Duitsland        | Bundesliga                     | 19          | 2          |
| 2023/24 | SC Freiburg        | Duitsland        | Bundesliga                     | 11          | 1          |
| 2024    | Portland Thorns FC | Verenigde Staten | National Women's Soccer League | 26          | 0          |
| 2025    | Portland Thorns FC | Verenigde Staten | National Women's Soccer League | 0           | 0          |
| Totaal  | Totaal             | Totaal           | Totaal                         | 130         | 11         |

Laatste update: 15 januari 2025

## Interlandcarrière
Müller doorliep Duitsland -15 en Duitsland -16 alvorens ze met Duitsland -17 uitkwam op het EK -17 in 2016 in Wit-Rusland. Op dit eindtoernooi wist Europees kampioen te worden door Spanje -17 na penalty's te verslaan. Müller kwam alle wedstrijden in actie en wist tweemaal tot scoren te komen. Met dezelfde Duitse jeugdselectie kwam ze ook in actie op het WK -17 in 2016 in Jordanië. Hier was de kwartfinale het eindstation na een 2-1 nederlaag tegen de leeftijdsgenoten van Spanje. 
Met Duitsland -19 werd ze geselecteerd voor het EK -19 in 2018 in Zwitserland. Op dit eindtoernooi maakte Müller ook haar debuut voor de Duitse jeugdselectie in een 1-0 overwinning op Denemarken -19. Müller en haar leeftijdsgenoten behaalden de finale, die opnieuw verloren ging tegen Spanje. In het volgende jaar nam Müller opnieuw deel aan het EK -19 in 2019, waar ditmaal de finale verloren ging tegen Frankrijk. Sinds 2024 komt Müller uit voor Duitsland -23. Ze debuteerde voor deze jeugdselectie tegen de leeftijdsgenoten van Frankrijk -23. In dezelfde wedstrijd maakte ze gelijk de winnende treffer door de stand naar 1-0 te brengen.